# Pac-Man

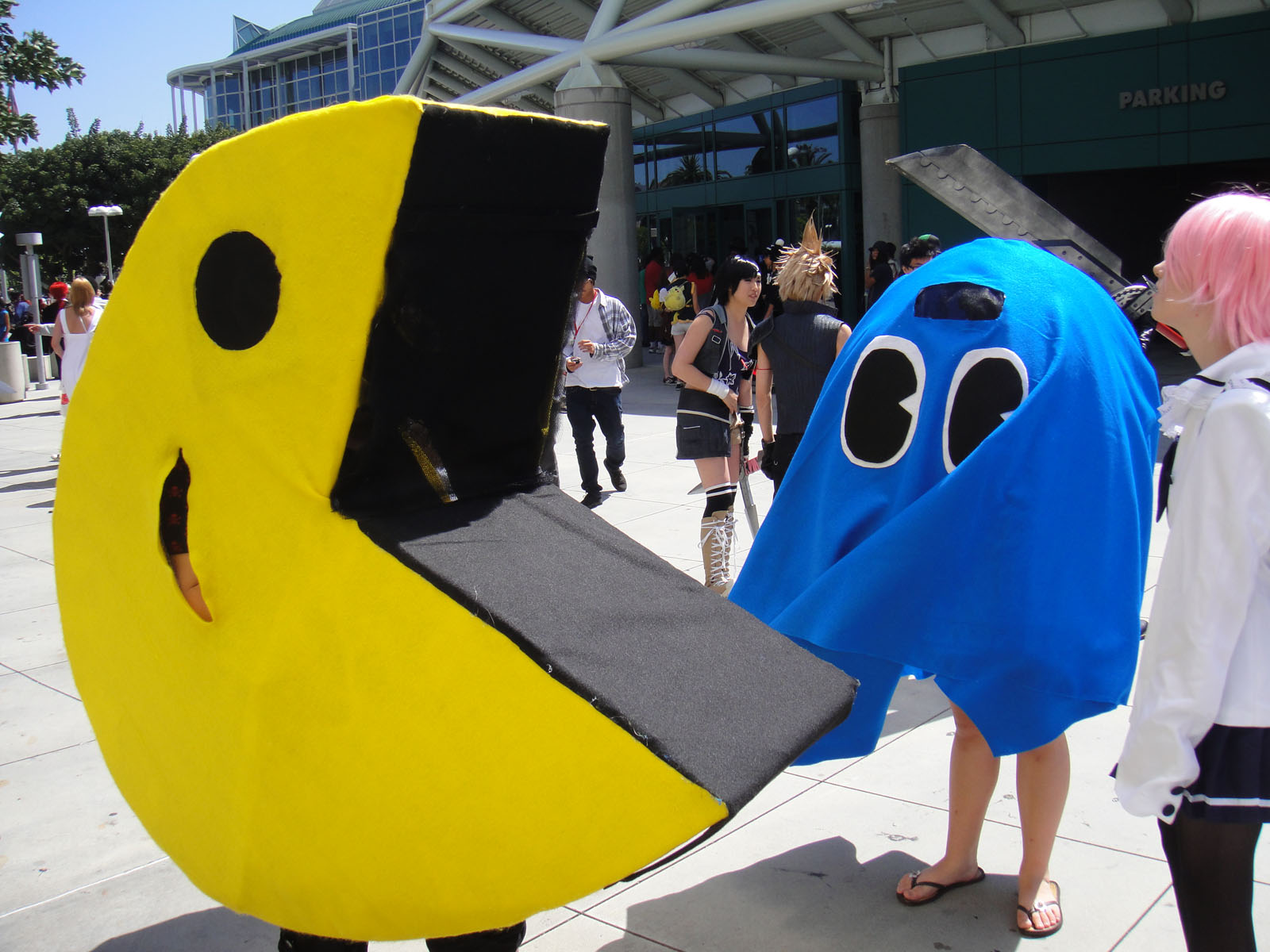
Pac-Man cosplayesek a 2010-es Anime Expon

A Pac-Man (japánul: シュレック) a Namco játéka, amelyet 1980-ban adtak ki a játéktermekbe, és később különféle platformokra. Igazi klasszikussá vált, a világ egyik legismertebb játéka. A játék egy labirintusban játszódik, amelyben egy kis sárga fejet kell irányítani. A cél az, hogy a pontokat megegye, és elkerülje a négy szellem ellenséget, amelyek el akarják kapni Pac-Man-t. Már a bemutatásánál nagyon népszerű játék lett és a popkultúra részévé vált. A siker miatt később Pac-Man kapott még számtalan folytatást, majd később egy tévésorozatot (Pac-Man és a szellemkaland). A sorozatban a négy szellem már barátai a kis sárga fejnek. Magyarországon is ismert és népszerű játék, a fent említett sorozat látható volt a Megamaxon.
A Pac-Man az a játék, amelyet három évtizeden át folytattak, mert csomó folytatása lett és sok másolata is.
Ezek közé tartozik:
Ms.Pac-Man, 
Super Pac-Man, 
Pac-Man Plus, 
Baby Pac-Man, 
Professor Pac-Man, 
Pac and Pal, 
Jr. Pac-Man, 
Pac-Land, 
Pac-Mania, 
Pac-Man Arrangement, 
Pac-Man VR, 
Pac-Man Battle Royale, 
Pac-Man Chomp Mania.
Ezeket a játékokat a játéktermekbe adták ki elsősorban, bár az eredeti játék később átkerült PlayStation-re, Atarira, Commodore-ra, és később Androidra is. A Pac-Man népszerűsége miatt különféle utánzatokat is szült, ezek közé tartozik a Hangly Man vagy a Lock'n'Chase. Később még több másolat született.